# Liste der denkmalgeschützten Objekte in Yspertal
Die Liste der denkmalgeschützten Objekte in Yspertal enthält die 12 denkmalgeschützten, unbeweglichen Objekte der niederösterreichischen Gemeinde Yspertal.

## Denkmäler
| Foto |                 | Denkmal                                                                                                 | Standort                                          | Beschreibung | Metadaten |
| ---- | --------------- | --- | ------------------------------------------------- | --- | --- |
| ja   | Datei hochladen | Kath. Pfarrkirche hl. Maria Magdalena und Friedhof HERIS-ID: 49448 Objekt-ID: 53153                     | Kirchengasse 2 Standort KG: Altenmarkt            | Die Pfarrkirche von Altenmarkt – eine barockisierte Anlage mit spätromanischem/frühgotischem Langhaus, spätgotischem Chor und spätbarockem Westturm – ist Maria Magdalena geweiht. Sie liegt leicht erhöht im Westen des Marktplatzes und ist von einem Friedhof umgeben. Am Langhaus mit über mächtigen barocken Strebepfeilern verkröpftem Dachgesims mit barocken Rundbogenfenstern und Satteldach wurde südseitig 1961 Bruchsteinmauerwerk mit Fensteröffnungen des Baukerns freigelegt. Das nördliche Seitenschiff – die ehemalige Sebastianskapelle – mit barocken Rundbogenfenstern und Pultdach wurde im 20. Jahrhundert durch Zubauten erweitert. Der Chor mit leichtem Achsenknick weist eine Eckquaderung auf und ist von rundbogig veränderten, gotischen Spitzbogenfenstern durchbrochen, an denen zum Teil Reste des ehemaligen Fischblasenmaßwerks freigelegt wurden. Der vorgestellte, zweigeschoßige Westturm mit Lisenengliederung, Rundbogenfenstern und westlichem Rechteckportal wurde 1767/68 urkundlich erwähnt und wird von einem Uhrengiebel mit steilem Zwiebelhelm bekrönt. Der zweigeschoßige Sakristeianbau südlich des Chores geht im Untergeschoß wohl auf 1900 zurück, während das Obergeschoß mit kleinem Glockentürmchen im dritten Viertel des 20. Jahrhunderts erbaut wurde. Das Innere des dreijochigen Langhauses mit niedrigerem nördlichem Seitenschiff ist im Hauptschiff durch ein Tonnengewölbe mit Stichkappen von 1743/44 gedeckt und durch Grundbögen über Pilastern und ein reich profiliertes, verkröpftes Gesims gegliedert. Die barocke Westempore über gedrücktem Tonnengewölbe mit tiefen Stichkappen hat eine stark ausgebauchte, durch Pilaster gegliederte Brüstung mit aufgesetzter Holzbalustrade. Im Norden befinden sich rundbogige Durchbrüche zum schmalen Seitenschiff. Das westliche Joch wurde im dritten Viertel des 20. Jahrhunderts zur Taufkapelle umgestaltet. Der zur gleichen Zeit veränderte Seitenschiffchor ist in zwei Rundbogenarkaden zum Hauptchor geöffnet. Seine Rundbogenfenster sind von zwei romanischen Säulenfragmenten mit Kapitellen flankiert. Neben reichen Glasmalereien verfügt die Kirche unter anderem über zahlreiche Heiligenfiguren und Heiligenbilder, ein freistehendes Tabernakel in Tempiettoform und eine Orgel von Leopold Breinbauer aus dem Jahr 1903. Der einstige Hochaltar wurde 1964 beseitigt. Links neben dem Eingang des die Kirche umgebenden Friedhofs befindet sich eine Prangerkugel; östlich der Kirche steht ein großes Kruzifix aus dem 19. Jahrhundert und im Südwesten auf hohem Sockel mit Inschrift eine Statue des Heiligen Johannes Nepomuk von 1727. | BDA-Hist.: Q24026237 Status: § 2a Stand der BDA-Liste: 2025-06-30 Name: Kath. Pfarrkirche hl. Maria Magdalena und Friedhof GstNr.: .27, 19 Pfarrkirche Altenmarkt im Yspertal           |
| ja   | Datei hochladen | Pfarrhof HERIS-ID: 49450 Objekt-ID: 53155                                                               | Kirchengasse 2 Standort KG: Altenmarkt            | Der Pfarrhof von Altenmarkt – ein zweigeschoßiger Dreiseithof mit Walmdach, bezeichnet mit 1847 und 1907 erneuert – liegt westlich der Kirche. In einer Rundbogennische an der Nordfassade befinden sich Holzfiguren Maria mit Kind und Johannes Nepomuk, wahrscheinlich aus dem 19. Jahrhundert. Im Inneren liegt ein kreuzgratgewölbter Flur mit Gurtbögen über flachen Pilastern. In Verwahrung befinden sich eine Statue Maria mit Kind aus der Zeit um 1700 sowie eine Taufschüssel in Form eines großen, runden Messingbeckens mit getriebener Darstellung der Kundschafter mit der Traube, die wahrscheinlich im 16. Jahrhundert angefertigt wurde. | BDA-Hist.: Q38033895 Status: § 2a Stand der BDA-Liste: 2025-06-30 Name: Pfarrhof GstNr.: .28 Pfarrhof Altenmarkt im Yspertal                                                            |
| ja   | Datei hochladen | Figurenbildstock hl. Johannes Nepomuk HERIS-ID: 68219 Objekt-ID: 81222                                  | Kirchengasse 2, neben Standort KG: Altenmarkt     | Im südwestlichen Bereich des die Pfarrkirche umgebenden Friedhofs steht auf einem hohen Sockel mit Inschrift eine Statue des Heiligen Johannes Nepomuk von 1727. | BDA-Hist.: Q38119023 Status: § 2a Stand der BDA-Liste: 2025-06-30 Name: Figurenbildstock hl. Johannes Nepomuk GstNr.: 19 Nepomukstatue Altenmarkt im Yspertal                           |
| ja   | Datei hochladen | Kruzifix auf dem Kirchhof HERIS-ID: 68220 Objekt-ID: 81223                                              | Kirchengasse 1, gegenüber Standort KG: Altenmarkt | Auf dem Friedhof steht östlich der Kirche ein großes Kruzifix aus dem 19. Jahrhundert | BDA-Hist.: Q38119033 Status: § 2a Stand der BDA-Liste: 2025-06-30 Name: Kruzifix auf dem Kirchhof GstNr.: 19                                                                            |
| ja   | Datei hochladen | Anlage Schloss Rorregg mit Umfriedung und Wirtschaftsgebäuden HERIS-ID: 68277 Objekt-ID: 81282seit 2020 | Schlossstraße 35 Standort KG: Kapelleramt         | Das Schloss wurde 1411 erstmals urkundlich erwähnt und um 1670 von Adam Eusebius Hoyos neu errichtet. Es handelt sich um einen dreigeschoßigen Bau mit Walmdach und teilweise schmiedeeiserne Fensterkörben. Einige Räume sind stuckiert, in jedem Geschoß befindet sich hinter der Mittelachse eine gewölbte Halle. Südwestlich des Baus befinden sich größere Wirtschaftsgebäude, die Gartenmauer weist runde Türmchen auf. | BDA-Hist.: Q105646512 Status: Bescheid Stand der BDA-Liste: 2025-06-30 Name: Anlage Schloss Rorregg mit Umfriedung und Wirtschaftsgebäuden GstNr.: .1/1, .1/3, 1, 3, 34 Schloss Rorregg |
| ja   | Datei hochladen | Pfarrhof HERIS-ID: 68283 Objekt-ID: 81288                                                               | Wimberg 66 Standort KG: Wimberg                   | Der eingeschoßige Pfarrhof östlich der Kirche ist durch ein Walmdach gedeckt und hat und hat schmiedeeiserne Fensterkörbe. Seine Vollendung ist aus dem Jahr 1788 urkundlich belegt. Im Inneren befindet sich unter anderem ein Raum mit großem Stuckspiegel aus dem späten 18. Jahrhundert. | BDA-Hist.: Q38119261 Status: § 2a Stand der BDA-Liste: 2025-06-30 Name: Pfarrhof GstNr.: .30                                                                                            |
| ja   | Datei hochladen | Kath. Pfarrkirche hl. Urban HERIS-ID: 68281 Objekt-ID: 81286                                            | Pisching 19, gegenüber Standort KG: Wimberg       | Die Pfarrkirche ist dem heiligen Urban geweiht. Der barocke Saalbau mit Rundapsis und vorgestelltem Westturm von 1840 liegt leicht erhöht inmitten des Ortes. Das Langhaus mit querschiffartiger Erweiterung und Chor unter gemeinsamem Dach ist durch Putzlisenen gegliedert und ist durch eingezogene Rundbogenfenster und ein südliches Rechteckportal mit Keilstein durchbrochen. Der vorgestellte, dreigeschoßige Westturm mit profilierten Gesimsen ist im Erdgeschoß mit Putzquaderung ausgestattet, hat im zweiten Geschoß eine Ortsteineinfassung und im Glockengeschoß mit Eckpilastern, rundbogigen Schallfenstern und Haubendach. Östlich des Chors liegt ein Sakristeianbau. Das östliche Joch des dreijochigen Langhauses ist querschiffartig verbreitert. An das Langhaus anschließend liegt ein einjochiger, leicht eingezogener Chor mit Halbkreisapsis, der durch ein Kreuzgratgewölbe über gekuppelten auf flacher Pilaster- bzw. Doppelpilastergliederung mit umlaufendem Gesims gedeckt ist. Zur Ausstattung der Kirche zählen neben dem mit 1736 bezeichneten Hochaltar unter anderem auch zwei Seitenaltäre, ein prunkvoller Tempiettotabernakel, ein mit 1715 bezeichneter Opferstock, Heiligenstatuen und andere Kunstwerke. | BDA-Hist.: Q38119244 Status: § 2a Stand der BDA-Liste: 2025-06-30 Name: Kath. Pfarrkirche hl. Urban GstNr.: .29 Pfarrkirche Pisching                                                    |
| ja   | Datei hochladen | Friedhof mit Kriegerdenkmal HERIS-ID: 50897 Objekt-ID: 56377                                            | bei Ysper 1 Standort KG: Isper                    | Der Friedhof mit Kriegerdenkmal liegt nordwestlich abseits der Pfarrkirche und wurde um 1913 anstelle des alten, urkundlich 1788 erwähnten Friedhofs angelegt. Die Einfassungsmauer, der Aufbahrungsraum und die Gerätekammer wurden wohl um 1930 gebaut. | BDA-Hist.: Q38042624 Status: § 2a Stand der BDA-Liste: 2025-06-30 Name: Friedhof mit Kriegerdenkmal GstNr.: 229 Friedhof Ysper                                                          |
| ja   | Datei hochladen | Pfarrhof HERIS-ID: 50895 Objekt-ID: 56375                                                               | Ysper 22 Standort KG: Isper                       | Der Pfarrhof von Ysper ist ein zweigeschoßiger Bau mit Walmdach über hakenförmigem Grundriss und wurde 1892–1894 von Raimund Jeblinger erbaut. Die genutete Fassade mit originellen Fensterumrahmungen wird von einem hohen Sockel getragen. Hinter einem Glasfenster über der Eingangstür befindet sich ein Bildnis Herz Jesu und Herz Mariens, bezeichnet mit 1894. Die schlichte Deckenmalerei im Hausflur ist ebenfalls mit 1894 bezeichnet. | BDA-Hist.: Q38042608 Status: § 2a Stand der BDA-Liste: 2025-06-30 Name: Pfarrhof GstNr.: .31                                                                                            |
| ja   | Datei hochladen | Pranger HERIS-ID: 68222 Objekt-ID: 81225                                                                | Ysper 16, gegenüber Standort KG: Isper            | Am Marktplatz von Ysper steht ein Pranger vom Beginn des 17. Jahrhunderts. Über einer Granitsäule mit vier Wasserspeierartigen Löwen über profilierter Deckplatte befindet sich ein pyramidenförmiger Aufsatz mit reliefierten Fratzen an den Seitenflächen und bekrönender Plastik eines sitzenden Löwen mit Windfahne aus dem 18. Jahrhundert. | BDA-Hist.: Q38119042 Status: § 2a Stand der BDA-Liste: 2025-06-30 Name: Pranger GstNr.: 467/1                                                                                           |
| ja   | Datei hochladen | Brunnen HERIS-ID: 68223 Objekt-ID: 81226                                                                | Ysper 3, vor Standort KG: Isper                   | Der Brunnen östlich des Prangers besteht aus einem achtseitigen Becken, bezeichnet mit 1754 und Isper 1860 sowie einem Steinpfeiler in der Mitte, bezeichnet 1613 und 1860. | BDA-Hist.: Q38119051 Status: § 2a Stand der BDA-Liste: 2025-06-30 Name: Brunnen GstNr.: 467/1 Ysper Brunnen                                                                             |
| ja   | Datei hochladen | Kath. Pfarrkirche hl. Lorenz und ehem. Friedhof HERIS-ID: 50896 Objekt-ID: 56376                        | Ysper 22, neben Standort KG: Isper                | Die Pfarrkirche von Yspertal – ein im Kern gotischer, 1888/89 neugotisch veränderter Bau mit gotischem Chor, barockem Langhaus und barockisiertem, wehrhaftem Turm an der Südwestecke des Langhauses – ist dem heiligen Lorenz geweiht. Umgeben vom Pfarrhof im Süden, vom Areal des aufgelassenen Friedhofs im Westen und vom Gasthof zum Grünen Baum, liegt sie leicht erhöht am westlichen Ende des Marktplatzes. 1888 entstand nach einem Entwurf Josef Kepplingers das Langhaus in seiner heutigen Form mit ungegliederter westlicher Giebelfront und neugotischen Spitzbogenfenstern mit zweibahnigem Maßwerk. Der eingezogene, niedrige Chor hat zwischen abgetreppten Strebepfeilern ähnliche Fenster wie das Langhaus. In der Südwestecke des Langhauses erhebt sich ein wuchtiger Turm mit Schlitz- und Rechteckfenstern und einem schulterbogigen Südportal, dessen unterer Teil spätgotisch ist, während das über Gesims leicht zurückgestufte Obergeschoß mit Lisenengliederung, rundbogigen Schallfenstern in Putzrahmung, Uhrengiebel und achteckigem Zwiebelhelm auf das Jahr 1739 zurückgeht. Im Westen liegt die Vorhalle mit innerem Portal aus der Mitte des 17. Jahrhunderts. Der im Süden an den Turm anschließende Bau ist im Kern zum Teil gotisch und barock. Er wurde 1890 verändert und aufgestockt. Er verfügt über Rundfenster mit zweibahnigem, gotischem Maßwerk. Seine wahrscheinlich im 17. Jahrhundert kreuzgratgewölbte Eingangshalle führt zu einer platzlgewölbten Sakristei und einer spätgotisch tonnengewölbten Vorhalle im Erdgeschoß sowie zu Oratorien im Obergeschoß. Das Innere des im Kern wahrscheinlich gotischen, dreijochigen Langhauses wurde Ende des 19. Jahrhunderts neugotisch umgestaltet. Es verfügt über ein neugotisches Kreuzrippengewölbe auf barocken Pilastern mit profilierten Deckplatten, eine Westempore über Tonnengewölbe und einen eingezogenen, abgefasten, rundbogigen Triumphbogen. Der einjochige Chor mit Fünfachtelschluss und Kreuzrippengewölbe mit reliefiertem Rosettenschlussstein wurde Mitte des 14. Jahrhunderts erbaut. Zur einheitlich neugotischen Einrichtung der Kirche zählen ein reich verzierter Hochaltar, zwei gleichartige Seitenaltäre sowie eine Orgel von Leopold Breinbauer. | BDA-Hist.: Q38042616 Status: § 2a Stand der BDA-Liste: 2025-06-30 Name: Kath. Pfarrkirche hl. Lorenz und ehem. Friedhof GstNr.: .1, 4 Pfarrkirche Ysper                                 |